# Monte Verde

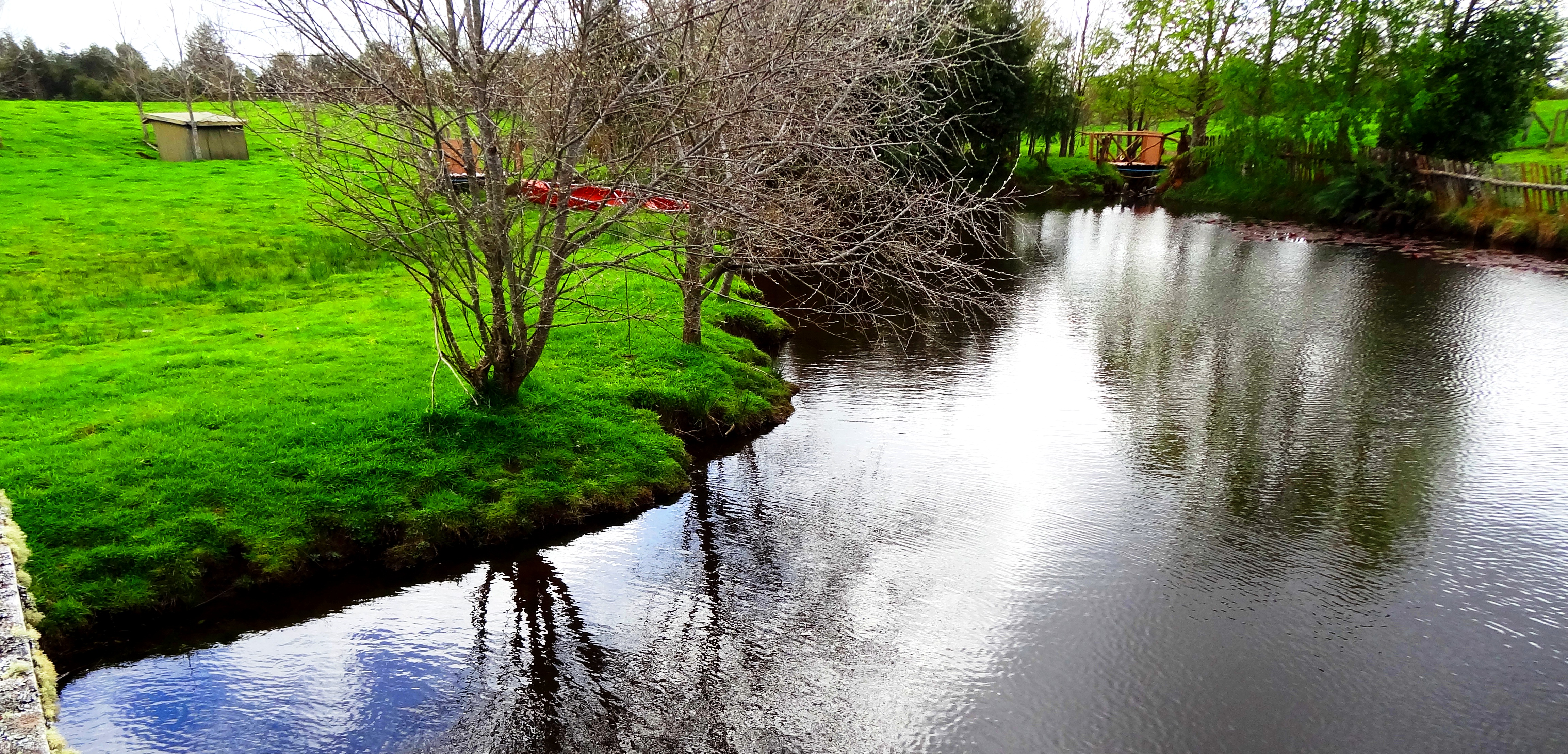
Monte Verde

För andra betydelser, se Monte Verde (olika betydelser).
Monte Verde är en arkeologisk plats i södra Chile som upptäcktes 1976. För 14 800 år sedan bodde en liten grupp människor nära den nuvarande staden Puerto Montt i närheten av floden Maullin. De arkeologiska lämningarna var exceptionellt välbevarade. År 1997, efter att en grupp forskare kontrollerat platsen, identifierades den som Amerikas äldsta bebodda plats av människor.

## Fynd
- 38 köttbitar och djurskinn.
- 11 exemplar av vilda potatisar.
- 6 sorters alger.
- 23 växtarter som inte är lokala.
- Över 20 000 växtdelar.
- 380 arkitektoniska element och verktyg gjorda av trä.
- Mer än 650 kulturella stenar.
- Tiotals ben av en mastodont och andra djur.
- Fragment av rep och bitar av garn tillverkade av vass.